# Freddie van der Goes
Frederika Jacoba "Freddie" van der Goes, född 26 november 1908 i Pretoria i Gauteng, död 24 oktober 1976 i Pretoria, var en sydafrikansk simmare.
Hon blev olympisk bronsmedaljör på 4 x 100 meter frisim vid sommarspelen 1928 i Amsterdam.